# Bothrops oligobalius
Bothrops oligobalius — вид отруйних змій підродини ямкоглових (Crotalinae) родини гадюкових (Viperidae). Описаний у 2021 році. Поширений у тропічних лісах Південної Америки північніше річки Амазонки.

## Таксономія
Таксон створений після розділення виду Bothrops brazili на основі молекулярних, філогенетичних та морфологічних досліджень. Згідно з цими дослідженнями, південна популяція належить до B. brazili, а північна до нового таксону B. oligobalius.

## Опис
Тіло завдовжки 24-80 см, хвіст короткий — 3,5-11 см.